# Andrés García
Andrés García (Santo Domingo, 24 maggio 1941 – Acapulco, 4 aprile 2023) è stato un attore messicano.

## Biografia
Nato e cresciuto nella Repubblica Dominicana da genitori di origine spagnola si trasferì poi in Messico per intraprendere una carriera nel mondo dello spettacolo. Attivo a partire dalla fine degli anni sessanta, nel decennio successivo raggiunse una certa fama a livello internazionale, dopo aver recitato in fortunate pellicole come Tintorera, Il triangolo delle Bermude e Cyclone.. In seguito fu attore in numerose telenovelas come Cuore di pietra e Libera di amare. 
Nel 1993 si recò ad Atlanta in Georgia per farsi curare un cancro alla prostata, da cui venne dichiarato guarito nel 1995.
Dopo essere scampato alla morte per ben sette volte, con l'aiuto di Javier León Herrera pubblicò nel 1998 la propria autobiografia intitolata El consentido de dios.
Si è spento nel 2023 a causa di una cirrosi epatica.

## Vita privata
Viveva in un castello noto con il nome di "El Castillo del Ajusco": in proposito egli dichiarò che il suo acquisto fu il principale obiettivo per il quale egli aveva lavorato.
Fu coinvolto sentimentalmente con la modella messicana Carmen Campuzano e con la cantante portoricana Zeny.
Si sposò più volte e risultava essere padre di 16 figli anche se alcuni media sostenevano che sarebbero stati solo tre, gli attori Leonardo García, Andrés García Jr. e Andrea Garcia, nota anche come conduttrice televisiva. 

## Filmografia parziale

### Cinema
- Chanoc - Aventuras de mar y selva, regia di  ... (1966)
- Tintorera, regia di René Cardona Jr. (1977)
- Il triangolo delle Bermude, regia di René Cardona Jr. (1978)
- Bermude: la fossa maledetta, regia di Tonino Ricci (1978)
- Cyclone, regia di René Cardona Jr. (1978)
- Manaos, regia di Alberto Vázquez-Figueroa (1979)
- Incontro con gli umanoidi, regia di Tonino Ricci (1979)
- Angelino e il Papa (El niño y el Papa), regia di Rodrigo Castańo (1986)

### Televisione
- Cuore di pietra (Tu o nadie), regia di Jose Rendon (1985)
- Gli Indomabili (Mi nombre es Coraje) (1988)
- Il magnate; altro titolo: Miami (El magnate) (1988)
- La donna proibita (La mujer prohibida), regia di Gabriel Walfenzao (1991)
- Libera di amare; altro titolo: Il privilegio di amare (El privilegio de amar), regia di Miguel Córcega  (1998)
- El cuerpo del deseo (2005-2006)

## Doppiatori italiani
- Stefano Carraro in Cuore di pietra
- Sergio Di Stefano in Angelino e il Papa
- Maurizio Reti in La donna proibita
- Bruno Alessandro in Il magnate/Miami
- Sergio Troiano in Il magnate/Miami (ridoppiaggio) e Libera di amare